# Бао-дай-де
Бао-дай-де (вьет. Bảo-đại đế, тьы-ном 保大帝) (22 октября 1913, Хюэ — 31 июля 1997, Париж) — 13-й император династии Нгуен, последний император Вьетнама, правитель прояпонского марионеточного государства Вьетнамская империя и профранцузского марионеточного Государства Вьетнам.
Французское правительство, взявшее под свой контроль регион в конце XIX века, разделило Вьетнам на три части: протектораты Аннам и Тонкин и колонию Кохинхина. Династия Нгуен получила номинальное правление над Аннамом.
С 1926 по 1945 год Бао Дай был императором Аннама и де-юре монархом Тонкина, которые тогда были протекторатами во французском Индокитае, охватывавшая современный центральный и северный Вьетнам.
В марте 1945 года японская императорская армия упразднила Временную французскую администрацию; была провозглашена Вьетнамская империя во главе с Бао Даем, который отрекся от престола в августе 1945 года, когда Япония капитулировала.
С 1949 по 1955 год Бао Дай был главой некоммунистического государства Вьетнам. Бао Дай, которого считали марионеточным правителем, подвергался критике за то, что он слишком тесно был связан с Францией и проводил большую часть своего времени за пределами Вьетнама. В конце концов он был свергнут путем референдума в октябре 1955 года премьер-министром Нго Динь Зьемом, которого поддержали Соединенные Штаты.
Известен в истории по своему девизу правления — Бао-дай (вьет. Bảo-đại, тьы-ном 保大, «хранитель величия»). Настоящее личное имя — Фук Винь Тхюи (вьет. Phúc Vĩnh Thụy, тьы-ном 福永瑞).

## Биография

### Ранний период жизни
Родился под именем Нгуен Фук Винь Тхюи (вьет. Nguyễn Phúc Vĩnh Thụy) в Хюэ, который в то время был столицей Вьетнама. Его отцом был император Хоанг-тонг. В возрасте девяти лет принца Нгуен Фук Тхьен отправили во Францию для обучения в лицей Кондорсе, а затем в Парижском институте политических исследований. 

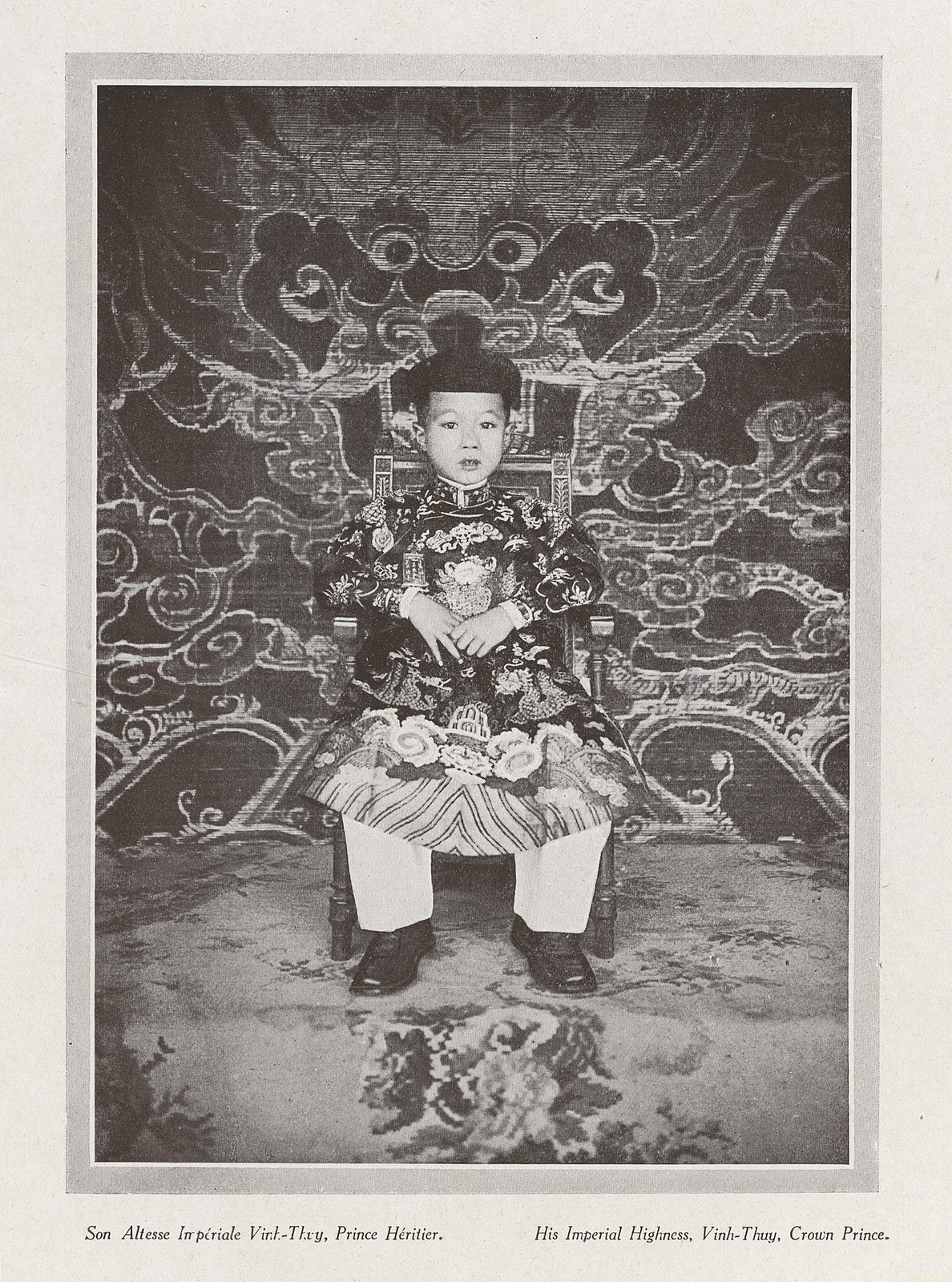
Молодой наследный принц Винь Тхюи
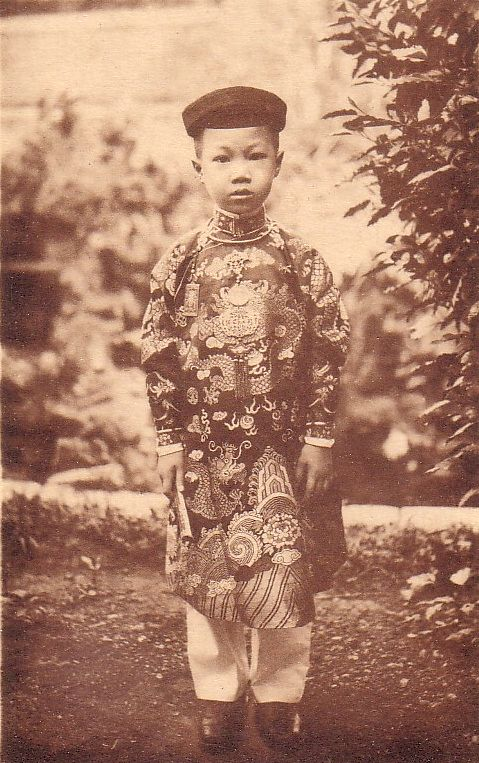
Наследный принц Винь Тхюи в 1920 году
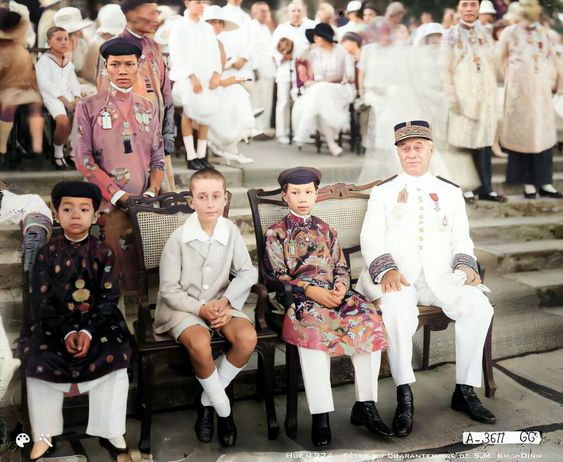
Молодой принц Винь Тхюи  (второй справа налево).
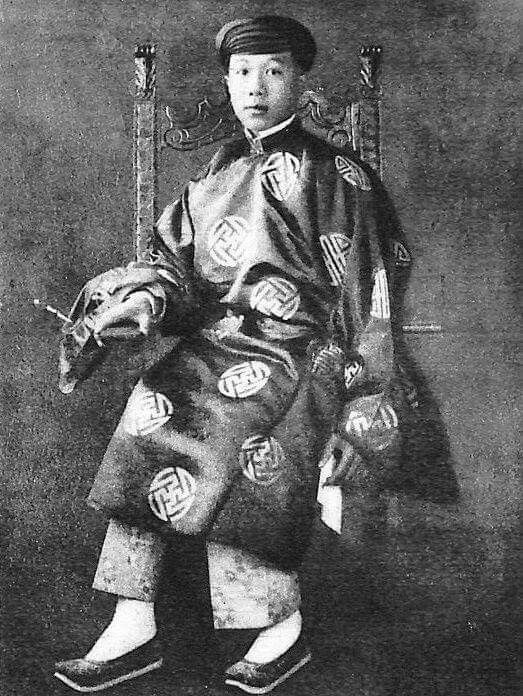
Молодой император
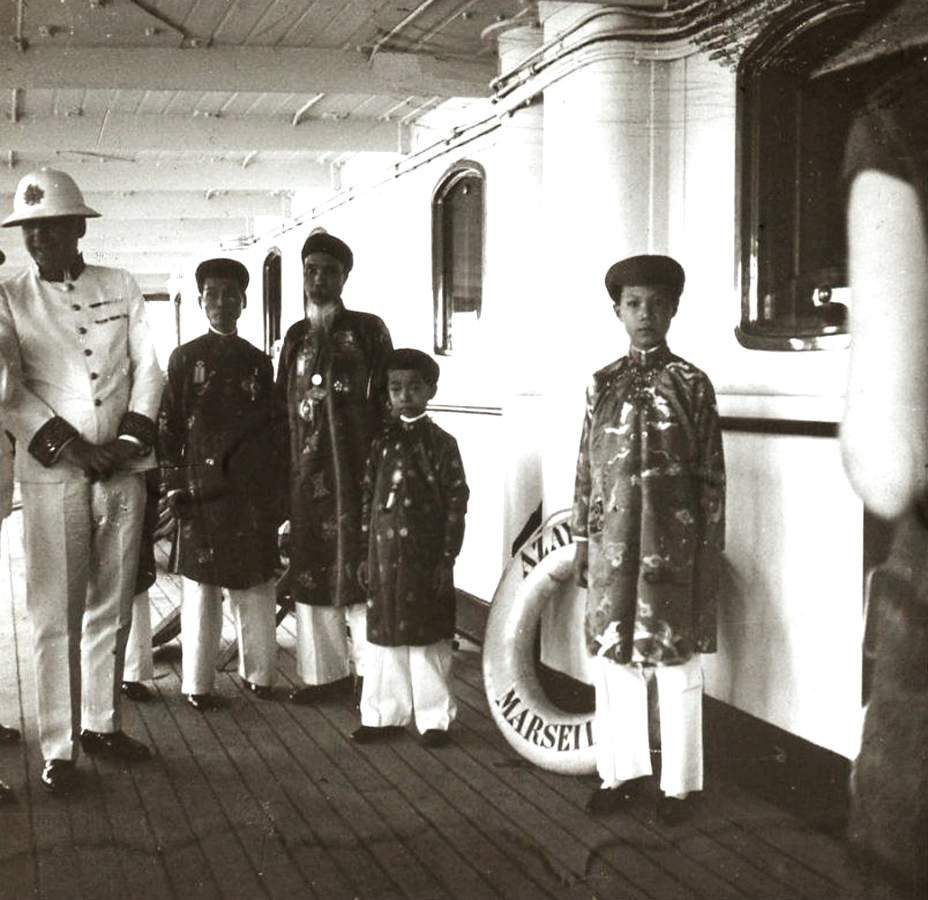
Молодой наследный принц Винь Тхюи (справа) садится на пароход Азе-ле-Ридо, направляющийся в Марсель, чтобы учиться во Франции, 1922 год.
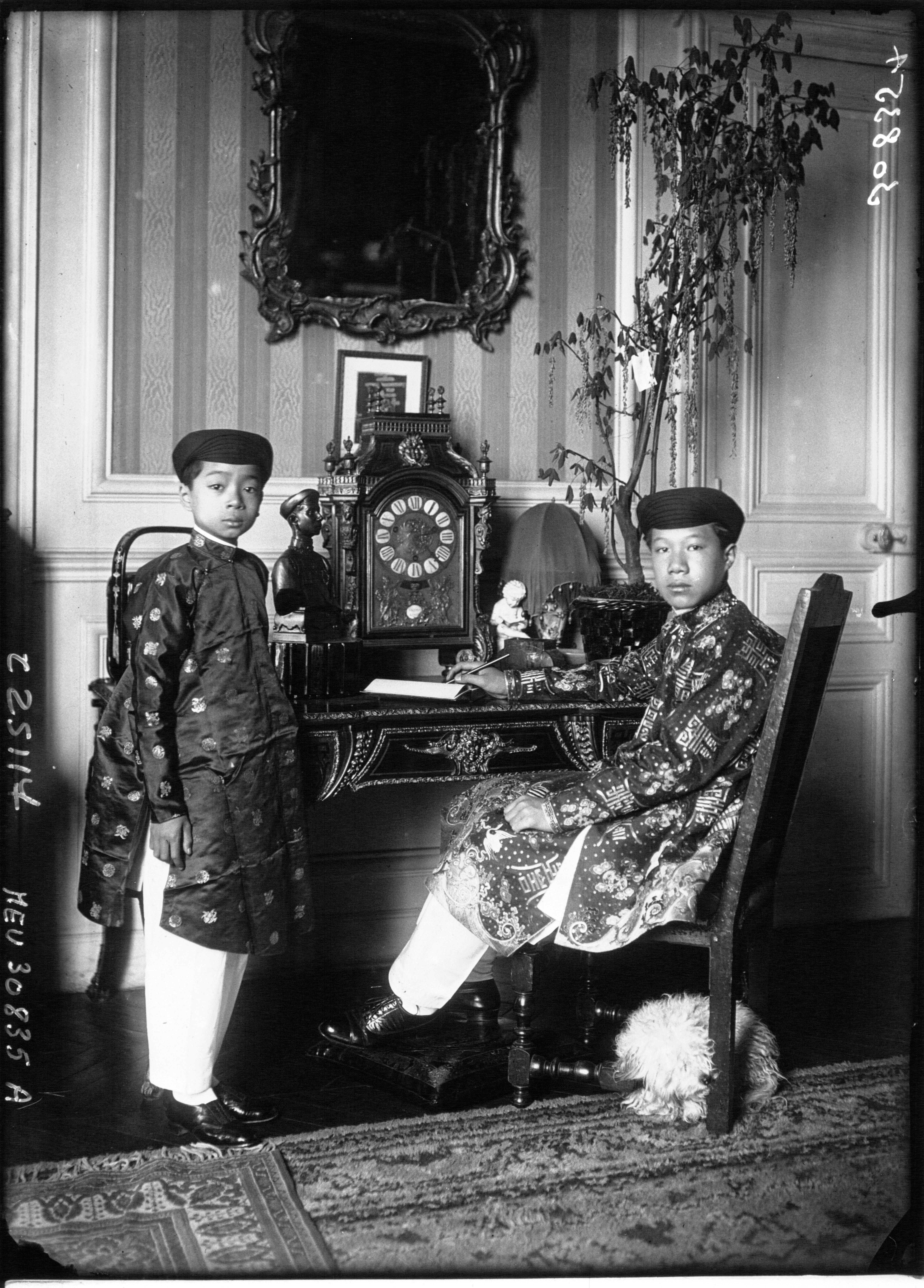
Наследный принц Вин Тхюи (справа) и его двоюродный брат Нгуен Фук Винь Кан в Париже (1926 г.)
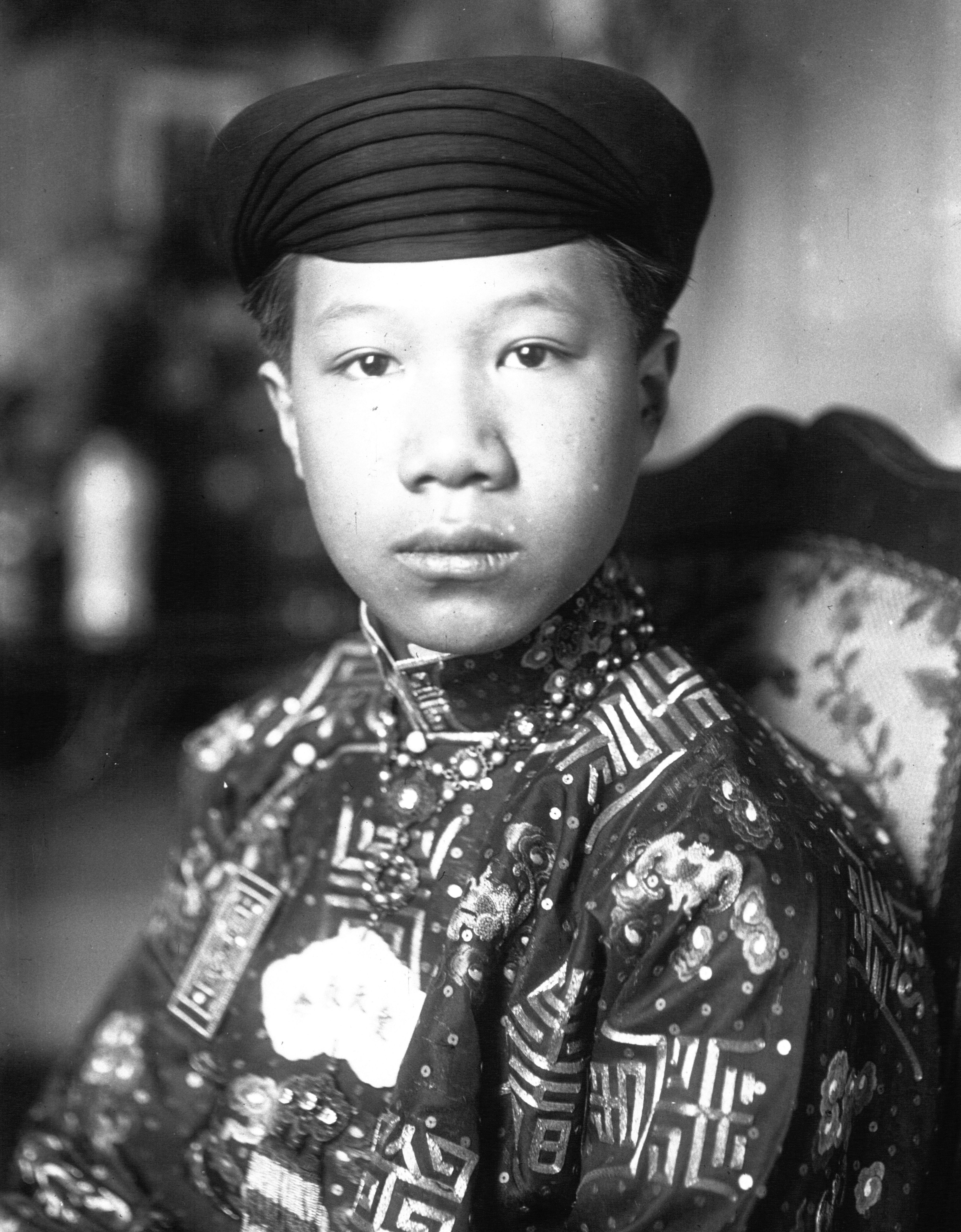
Бао Дай в Париже, 1926 год.
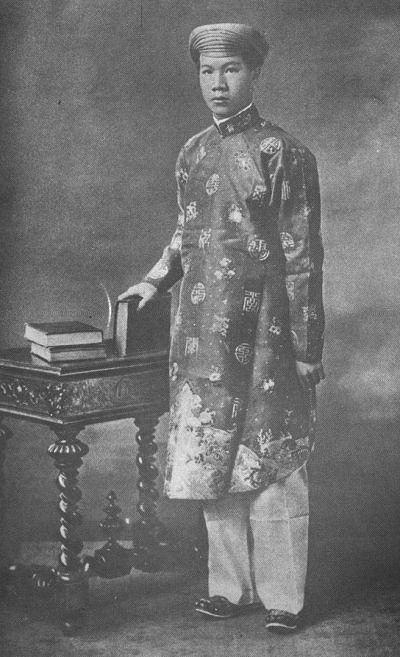
Император Бай Дай
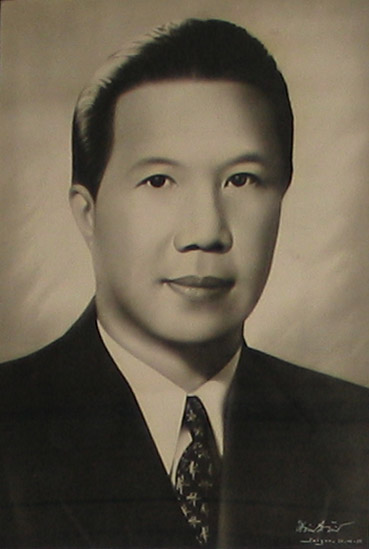
Портрет Бао Дая периода 1952–1954 годов.

### Император
В ноябре 1925 года, после смерти отца Нгуен Хоанг-тонга, стал императором и принял имя Бао Дай, но также был известен под именами Нгуен Фук Тхьен (вьет. Nguyễn Phúc Thiển) или Винь Тхюи (вьет. Vĩnh Thụy). Фактически был марионеткой французской администрации, поскольку в то время Вьетнам входил в состав Французского Индокитая. Став императором взял себе имя Бао-дай-дэ («Защитник величия» или «Хранитель величия»).
В 1940 году, во время Второй мировой войны, совпавшей со вторжением во Францию нацистской Германии, императорская японская армия захватила Французский Индокитай.
Хотя японцы и не упразднили французскую колониальную администрацию, оккупационные власти проводили свою политику из-за кулис, параллельно вишистской Франции. Японцы пообещали не вмешиваться в суд в Хюэ, но в 1945 году, после изгнания французов, вынудили Бао Дая провозгласить независимость Вьетнама от Франции в качестве члена японской «Великой восточноазиатской сферы сопроцветания», а в случае отказа грозили посадить на трон принца Кыонг Де (вьет. Cường Để); затем страна была провозглашена Вьетнамской империей.

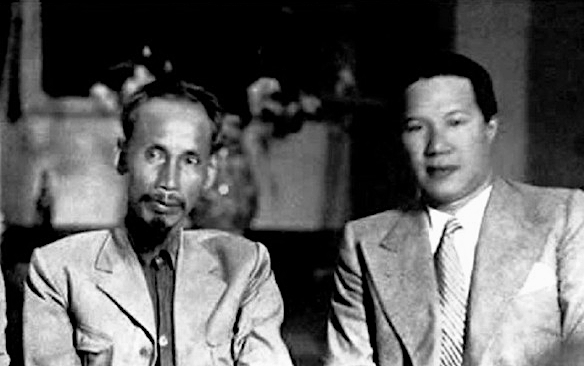
Хо Ши Мин и Бао Дай. 1946.

После поражения Японии в результате августовской революции 1945 года во Вьетнаме к власти пришёл Хо Ши Мин, под давлением которого Бао Дай 25 августа 1945 отрёкся от престола и получил должность «верховного советника» нового правительства, созданного в городе Ханой, куда была перенесена столица.  Тем не менее, поскольку Франция стремилась восстановить свой контроль над Индокитаем, столкновение стало неизбежным и началась Индокитайская война. Бао Дай вскоре уехал во Францию. В 1949 под давлением французов он вернулся и стал формальным главой профранцузского марионеточного Государства Вьетнам (но уже не императором), однако вскоре вернулся во Францию и не принимал участия во вьетнамской политике.
Бао Дай, однако, похоже, считал, что независимость – это необратимый курс. В 1944 году он писал генералу де Голлю, лидеру «Сражающейся Франции»:
«Вы слишком сильно пострадали в течение четырех лет, чтобы не понять, что вьетнамский народ, имеющий двадцативековую историю и часто славное прошлое, больше не желает и не может терпеть какое-либо иностранное господство или иностранное правление... Вы могли бы понять еще лучше, если бы вы смогли увидеть, что здесь происходит, если бы вы смогли ощутить стремление к независимости, которое тлеет в глубине всех сердец и которое никакая человеческая сила уже не может сдержать. Даже если бы вы приехали, чтобы восстановить здесь французскую администрацию, ей больше не подчинялись бы; каждая деревня будет гнездом сопротивления. каждый бывший друг — враг, и сами ваши чиновники и колонисты попросят покинуть эту невыносимую атмосферу ».

### Августовская революция. Отречение от престола. Возвращение к власти
После августовской революции и упразднении монархии Бао Дай провёл почти год в качестве «верховного советника» ДРВ, в течение этого периода Вьетнам погрузился в вооруженный конфликт между соперничающими вьетнамскими группировками и французами. Он покинул этот пост в 1946 году и переехал в Гонконг, где французы и Вьетминь безуспешно пытались заручиться его политической поддержкой.
В конце концов коалиция вьетнамских антикоммунистов (включая будущего южновьетнамского лидера Нго Динь Зьема и членов политических и религиозных групп, таких как Каодай, Хоахао и «Вьеткуок») сформировала Национальный союз и заявила о поддержке Бао Дая при условии, что он будет добиваться полной независимости Вьетнама. Это убедило его отвергнуть предложения Вьетминя и вступить в переговоры с французами. 7 декабря 1947 года Бао Дай подписал первое из соглашений о бухте Халонг с Францией. Несмотря на то, что Франция якобы обязалась признать независимость Вьетнама, в реальности уступки Париже не давали Вьетнаму никаких реальных полномочий. Данное соглашение сразу же подверглось критике со стороны членов Национального союза, включая Нго Динь Зьема. В возможной попытке избежать возникшей политической напряженности Бао Дай отправился в Европу в четырехмесячное увеселительное турне, которое принесло ему прозвище «император ночного клуба». После настойчивых усилий французов Бао Дая убедили вернуться из Европы и подписать второе соглашение о заливе Халонг 5 июня 1948 года. Оно содержало столь же слабые обещания независимости Вьетнама и имело такой же небольшой успех, как и первое соглашение. Бао Дай снова отправился в Европу, в то время как война во Вьетнаме продолжала обостряться.
После нескольких месяцев переговоров с президентом Франции Венсаном Ориолем он, наконец, подписал Елисейские соглашения 9 марта 1949 года, которые привели к созданию государства Вьетнам с Бао Даем в качестве главы государства (國長, Quốc trưởng); Французы также курировали создание «Домена Короны», где он до сих пор официально считался Императором; эта территория существовала до 1955 года.
Однако страна все еще была лишь частично автономной, и Франция первоначально сохраняла эффективный контроль над армией и международными отношениями. Сам Бао Дай заявил в 1950 году: «То, что они называют решением Бао Дая, оказывается всего лишь французским решением... ситуация в Индокитае ухудшается с каждым днем».
Поскольку Нго Динь Зьем и другие ярые националисты были разочарованы отсутствием автономии и отказались от высоких правительственных постов, Бао Дай в основном назначал в свое правительство богатых деятелей, тесно связанных с Францией. Затем он проводил время в курортных городах Далат, Нячанг и Буонметхуот, в основном избегая процесса управления. Все это наносило большой урон его репутации; Бая Дая все больше стали воспринимать в качестве французской марионетки, что в свою очередь приводило к росту народной поддержки Вьетминя, чье вооруженное восстание против режима, поддерживаемого Францией, переросло в полноценную гражданскую войну. Тем не менее, в 1950 году он посетил серию конференций во французском городе По, где настаивал на дальнейшей независимости Вьетнама от французов. Французы пошли на некоторые незначительные уступки вьетнамцам, что вызвало неоднозначную реакцию с обеих сторон.
Помимо растущей непопулярности правительства Бао Дая, победа коммунистов в Китае в 1949 году также привела к дальнейшему усилению позиции Вьетминя. Когда Китай и Советский Союз признали правительство ДРВ, Соединенные Штаты отреагировали дипломатическим признанием правительства Бао Дая в марте 1950 года. Это, а также начало Корейской войны в июне привело к военной помощи США и активной поддержке военных действий Франции в Индокитае, который теперь рассматривался как антикоммунистический, а не колониальный. Несмотря на это, война между французскими колониальными силами и Вьетминем стала для французов складываться плохо, кульминацией которой стала крупная победа Вьетминя при Дьенбьенфу. Это привело к заключению мирного соглашения 1954 года между французами и Вьетминем, известного как Женевская конференция, которое разделило Вьетнам по 17-й параллели. Северная сторона была передана ДРВ, а южную получила Государство Вьетнам. Бао Дай остался «главой государства» Южного Вьетнама, но переехал в Париж и назначил Нго Динь Зьема своим премьер-министром.
После поражения французов под Дьенбьенфу в 1954 году Бао-дай вновь был назначен главой Государства Вьетнам в Сайгоне, однако он назначил главой правительства Нго Динь Зьема и переехал в Париж. Нго Динь Зьем в 1955 году организовал референдум, который отстранил Бао-дая от власти и провозгласил на юге республику.

## В эмиграции
В 1972 году, находясь в Париже, Бао-дай призвал вьетнамский народ к национальному примирению. Северный Вьетнам предложил ему войти в коалиционное правительство. Бао-дай отказался, однако высказал резкую критику в адрес американцев и южновьетнамского президента Нгуен Ван Тхиеу.
В 1988 году принял крещение от католического священника. 31 июля 1997 года Бай Дай умер в военном госпитале Валь-де-Грас в Париже. Похоронен на кладбище Пасси в Париже. После его смерти династию Нгуен возглавил его старший сын Бао Лонг.

## Семья
20 марта 1934 года в возрасте 20 лет в имперском городе Хюэ принц Нгуен Фук Тхьен Бо женился на Нам Фыонг, простолюдинке из богатой вьетнамской католической семьи. От неё у него было 5 детей. Помимо «главной» жены Нам Фыонг, имел ещё четырёх жён, от которых у него также были дети. Одна из его жён (с 1982), Моника Бодо, была француженкой, но впоследствии приняла вьетнамское имя Тэй Фыонг.

## Цитаты
- «То, что называют „решением Бао-дая“, оказывается на поверку решением французов»
- «Я предпочитаю быть простым гражданином независимой страны, чем императором порабощённой»
- «Если бы ваше правительство дало бы мне хоть тысячную часть той суммы, что оно потратило на моё отстранение от власти, я бы выиграл войну»
- «Я не желаю, чтобы иностранная армия проливала кровь моего народа» — в ответ на предложение японцев разместить в Хюэ японский гарнизон для защиты от коммунистических партизан.

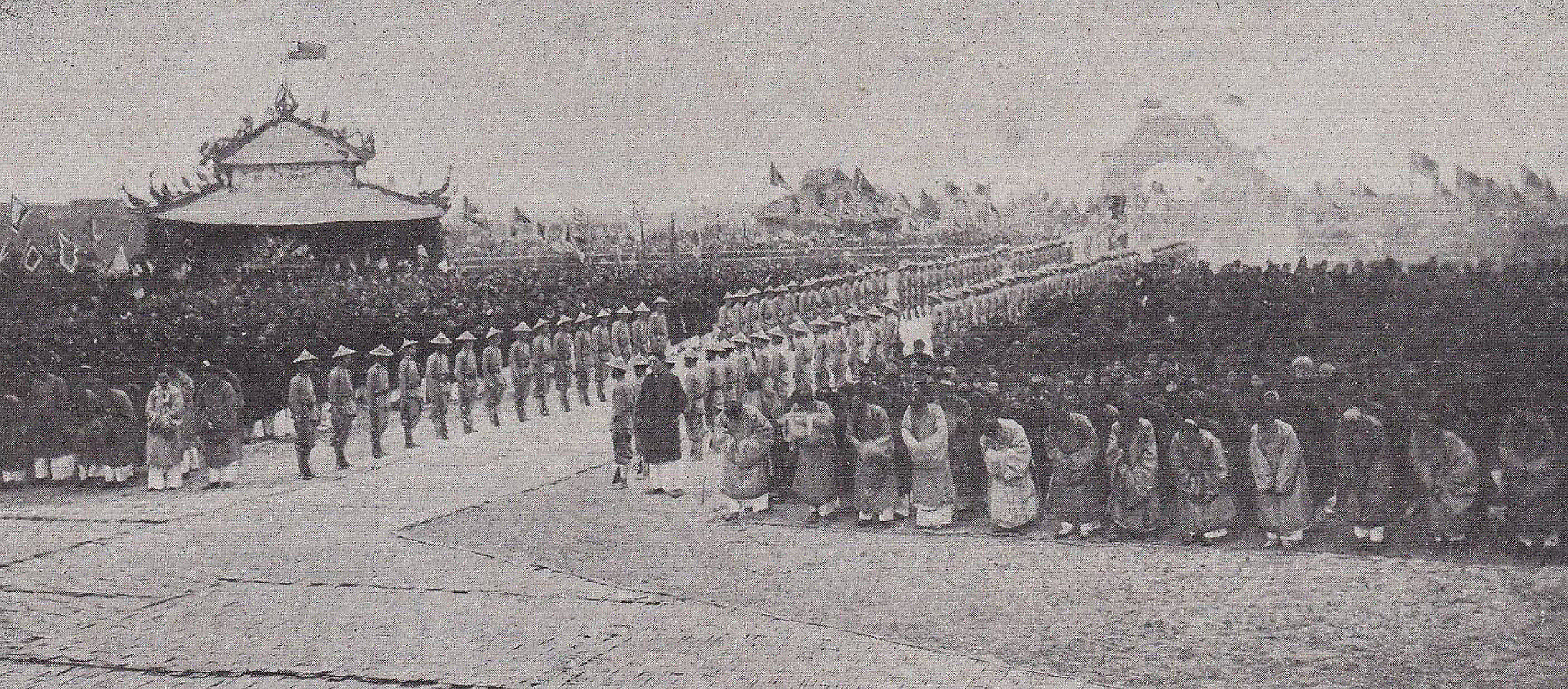
Паломничество Бао-дая к гробницам предков династии в Тханьхоа 17-го числа 10-го месяца (4 ноября 1932 г.)